# Asunción Lledó Alarcón
Asunción Lledó Alarcón (Segle XIX - Alacant, juliol de 1927) fou una cigarrera de la fàbrica de tabac d'Alacant i activista republicana.

## Biografia
Cigarrera de la Fàbrica de Tabac d'Alacant i republicana. Les treballadores d'aquesta fàbrica es caracteritzaren per les simpaties republicanes i pel dinamisme, que va conduir a l'aparició de diversos sindicats, com la Societat Feminista d'Oficis Varis (1910, integrada en bona part per cigarreres) i La Unió Tabacalera (1919). Estigué casada amb el carabiner republicà Crespo. Durant la guerra de Cuba, com a part d'una campanya nacional, Asunción Lledó va visitar el governador civil per a protestar per l'enviament de tropes a Cuba, per la qual cosa fou detinguda. Va participar en diverses manifestacions, com l'organitzada per dones contra l'embarcament de soldats al Marroc, que va encapçalar i que li costà la presó.
També anava a la presó a portar roba i tabac als empresonats, assistia els malalts i ajudava els pobres. Participava en les processons cíviques d'Alacant amb una bandera republicana, que va llegar poc abans de morir al Cercle de Joventut Republicana. «Tenia fe, però la seua fe estava exempta de fanatisme, era el resultat del seu amor per la Llibertat» (El Luchador, 27 de juliol de 1927). Fou soterrada civilment i el seu fèretre embolicat en una bandera republicana. En el seguici participaren nombroses dones. Era recordada per les seues companyes com a «defensora acèrrima dels ideals redemptors, d'una voluntat de ferro, de caràcter bondadós, amant de fer el bé pel bé mateix»; com una «lluitadora valenta que va sacrificar totes les energies en pro de la causa dels oprimits» (Mundo Obrero, 28 de juliol de 1928 i 27 de juliol de 1929).